# Mamă eroină
Mamă eroină a fost un titlu onorific și un ordin acordate în regimul comunist unei mame care a avea zece sau mai mulți copii. Ordinul se conferea după împlinirea vârstei de 1 an a celui de al zecelea copil, dacă toți ceilalți copii erau în viață. Erau cuprinși în numărul copiilor și cei care au decedat sau au dispărut în cel de al Doilea Război Mondial.

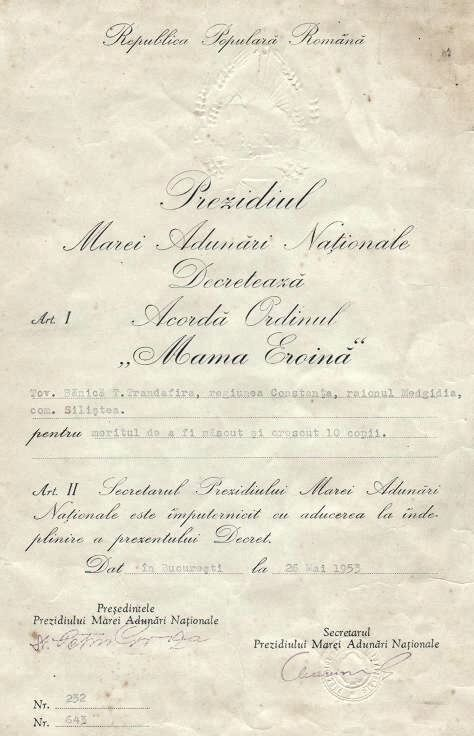
Un brevet al Ordinului Mamă eroină, semnat de Petru Groza.

Ordinul Mamă eroină era conferit în numele Prezidiului Marii Adunări Naționale de Consiliul de Stat, „pentru merit”. Mamele eroine dețineau și ordinele și medaliile inferioare obținute pentru nașterea și creșterea copiilor anteriori.
Mamele eroine primeau un ajutor lunar de 500 de lei pe lună și o insignă care se purta pe piept pe partea stângă, plasată după Medalia Secera și ciocanul și înaintea tuturor celorlalte decorații.

## Istoric
Originile acestei distincții au pornit de la dictatura stalinistă. Conducătorul sovietic i-a încurajat pe ruși, în acest fel, pentru că dorea o creștere rapidă a populației, după pierderile suferite în cel de al Doilea Război Mondial. În URSS medalia a fost introdusă în 1944 și era acordată mamelor care nășteau sau adoptau 10 copii.
În 1991, Rusia a renunțat la această distincție. În prezent, populația Rusiei a atins numărul de 140 de milioane de locuitori, înregistrând o scădere a ratei natalității. Reprezentanții ONU au afirmat că în cazul în care această scădere va continua, în următorii 40 de ani Rusia va ajunge să aibă 80 de milioane de locuitori.
După modelul sovietic, România a adoptat titlul de „Mamă eroină” prin Decretul 195 din 8 noiembrie 1951,  odată cu Ordinul Gloria maternă (3 clase) și Medalia Maternității (2 clase). Regulamentele de acordare ale titlului, ordinelor și medaliilor au fost modificate în 1954 prin Decretele 131, 133 și 132 din 16 aprilie 1954 ale MAN. Aceste decrete nepublicate au fost abrogate prin Legea nr.121 din 7 iulie 2000.
Printr-un decret din 1985 s-a renunțat la decernarea Medaliei Maternității clasa a III-a, care inițial trebuia să onoreze mamele cu patru copii, astfel că decorațiile erau acordate numai mamelor ce aveau de la cinci copii în sus.